# Cathy Priestner
Catherine Ann „Cathy” Priestner (ur. 27 maja 1956 w Windsor) – kanadyjska łyżwiarka szybka, srebrna medalistka olimpijska i brązowa medalistka mistrzostw świata.

## Kariera
Specjalizowała się w rywalizacji na dystansach sprinterskich. Największy sukces w karierze osiągnęła w 1976 roku, kiedy podczas igrzysk olimpijskich w Innsbrucku zdobyła srebrny medal w biegu na 500 m. W zawodach tych wyprzedziła ją jedynie Amerykanka Sheila Young, a trzecie miejsce zajęła Tatjana Awierina z ZSRR. Na tych samych igrzyskach była też szósta na dwukrotnie dłuższym dystansie. Podczas rozgrywanych cztery lata wcześniej igrzysk olimpijskich w Sapporo na tych samych dystansach zajęła odpowiednio 14. i 29. miejsce. Ponadto na mistrzostwach świata w wieloboju sprinterskim w Göteborgu w 1975 roku wywalczyła brązowy medal. Przegrała tam tylko z Sheilą Young i Heike Lange z NRD. W tym samym roku była też piąta podczas wielobojowych mistrzostw świata w Assen.
Podczas ceremonii zamknięcia igrzysk olimpijskich w 1976 roku była chorążym reprezentacji Kanady. Wniosła także ogień olimpijski na stadion podczas ceremonii otwarcia Zimowych Igrzysk Olimpijskich 1988 w Calgary. Po zakończeniu kariery sportowej pracowała jako komentatorka w telewizji, a następnie została działaczem sportowym.

### Mistrzostwa świata
- Mistrzostwa świata w wieloboju sprinterskim
  - brąz – 1975